# Ég a város
Az Ég a város (City on Fire) a Született feleségek (Desperate Housewives) című amerikai filmsorozat kilencvenötödik epizódja. Az Amerikai Egyesült Államokban először az ABC (American Broadcasting Company) adó vetítette 2008. november 16-án.

## Az epizód cselekménye
A Fehér Ló bár tulajdonosa minden évben szervez egy versenyt, amelyet csak úgy emlegetnek: A bandák háborúja. És minden évben jönnek a fiatal zenészek a dobjaikkal, a gitárjaikkal és az álmaikkal arról, hogy egyszer sztárok lesznek. Abban az évben a fiatal zenészekhez csatlakozott egy csapat középkorú úriember. Akik jöttek a merev ízületeikkel, a magas koleszterinjükkel és az álmaikkal arról, hogy újra fiatalok lehetnek. Még ha csak egy estére is! Az este azonban szerencsétlen tragédiába torkollik, ám lássuk előbb az előzményeket... Susan lánya, Julie látogatóba hazaérkezik, és igencsak meglepi az anyját az új barátjával. Gabrielle egyre többet megtud Virginia-ról, és egyre kevésbé szeretné a családja közelében tudni. Közben Bree is egyre feszültebb, mert egy riporternő mindenáron pellengérre akarja állítani a tökéletlenségeit, holott az élete a tökéletességről szól. Lynette tudomására jut, hogy Porter meg akar szökni a szerelmével, és akaratlanul is leleplezi az asszonyt. Eközben Dave pszichiátere, Dr. Heller érkezik Széplakra, majd végzetes vitába keveredik egykori betegével...

## Mellékszereplők
- Gale Harold - Jackson Braddock
- Kathryn Joosten - Karen McCluskey
- Gail O'Grady - Anne Schilling
- Peter Onorati - Warren Schilling
- Frances Conroy - Virginia Hildebrand
- Andrea Bowen - Julie Mayer
- Lily Tomlin - Roberta
- Rachael Harris - Sandra Birch
- Steven Weber - Lloyd
- Tokyo Police Club (Greg Alsop, Josh Hook, David Monks, Graham Wright) - Cold Splash

## Mary Alice epizódzáró monológja
- A narrátor, Mary Alice monológja az epizód végén így hangzik (a magyar változat alapján):

"Tegnap este tűz pusztított Széplakon. Ha fellapozzák a reggeli újságot, olvashatnak azokról, akik túlélték, és azokról, akik megsérültek; azokról, akik épp hogy élve megúszták, és azokról, akik nem. És olvashatnak egy férfiról is, aki kockára tette az életét, hogy megmentse a szomszédját. Amiről azonban nem fognak olvasni, az az indok, ami ilyen bátor tettre vezette. Ennek pedig az a magyarázata, hogy soha senki nem kételkedik egy hősben."

## Epizódcímek más nyelveken
- Angol: City on Fire (Égő város)
- Német: Stadt In Flammen (Égő város)
- Olasz: Inferno di fuoco (A tűz pokla)